# Maarten van Dulm
Maarten Hendrik van Dulm (Arnhem, 4 de agosto de 1879-Wassenaar, 25 de abril de 1949) fue un deportista neerlandés que compitió en esgrima, especialista en la modalidad de sable. Participó en dos Juegos Olímpicos de Verano en los años 1924 y 1928, obteniendo una medalla de bronce en París 1924 en la prueba por equipos.

## Palmarés internacional
| Juegos Olímpicos | Juegos Olímpicos | Juegos Olímpicos  | Juegos Olímpicos  |
| Año              | Lugar            | Medalla           | Prueba            |
| ---------------- | ---------------- | ----------------- | ----------------- |
| 1924             | París (Francia)  | Medalla de bronce | Sable por equipos |